# Sarcophaga reicostae
Sarcophaga reicostae är en tvåvingeart som beskrevs av Povolny 1999. Sarcophaga reicostae ingår i släktet Sarcophaga och familjen köttflugor. Inga underarter finns listade i Catalogue of Life.